# Vaxskivling
Vaxskivling eller vaxingar, kallas flera arter av svampar som ingår i familjen Hygrophoraceae. 
I Norden finns omkring 90 arter av vaxskivling. Karaktäristiskt för dessa arter är de tjocka, vaxartade skivorna (lamellerna) vilka gett upphov till namnet vaxskivling. De räknas till gruppen basidiesvampar och har vit spormassa. Vaxskivlingar delas vanligen upp i två undergrupper: hagvaxskivlingar (släktet Hygrocybe) och skogsvaxskivlingar (släktet Hygrophorus). Flera arter av vaxskivling klassas som signalarter eller är rödlistade.
Bland arterna ingår några ätliga svampar, exempelvis frostvaxskivling, olivvaxskivling och ängsvaxskivling. 
Giftiga vaxskivlingar inkluderar exempelvis toppvaxskivling.

## Hygrocybe
- Bitter vaxskivling
- Fager vaxskivling
- Grå vaxskivling
- Grålila vaxskivling
- Gröngul vaxskivling
- Gul vaxskivling
- Lila vaxskivling
- Mörkfjällig vaxskivling
- Scharlakansröd vaxskivling
- Spröd vaxskivling
- Violfotad vaxskivling
- Vit vaxskivling
- Ängsvaxskivling

## Hygrophorus
- Besk vaxskivling
- Frostvaxskivling
- Gulprickig vaxskivling
- Mörknande vaxskivling
- Rosaskivig vaxskivling
- Slemringad vaxskivling
- Sotbrun vaxskivling
- Vitbrun vaxskivling
- Vitgrå vaxskivling